# Улрих Пленцдорф
Улрих Пленцдорф (на немски: Ulrich Plenzdorf) е германски белетрист и драматург. Най-известната му творба е пиесата „Новите страдания на младия В.“, поставена за първи път в Хале през 1972 г.

## Биография
Улрих Пленцдорф е роден през 1934 г. като син на машинен инженер в берлинския квартал „Кройцберг“. Родителите му членуват в Комунистическата партия на Германия и по време на националсоциализма са арестувани многократно.
От 1949 до 1952 г. Улрих учи в интерната на бранденбургския курорт „Химелпфорт“. През 1950 г. семейството се мести от Западен в Източен Берлин, където момчето полага матура.
Пленцдорф следва Марксизъм-ленинизъм и философия в Лайпцигския университет „Карл Маркс“, но напуска, без да завърши.
Успоредно със следването си работи от 1955 до 1958 г. като сценичен работник. От 1958 до 1959 г. служи като войник в Националната народна армия на ГДР.
От 1959 г. се обучава във Висшето училище по киноизкуство в Потсдам-Бабелсберг. От 1963 г. работи като сценарист и драматург в студиота на ДЕФА.
Пленцдорф си спечелва известност и във ФРГ с публикуваната през 1972 г. в сп. Зин унд форм общественокритична новела „Новите страдания на младия В.“. Създадена първоначално като киносценарий за ДЕФА, новелата излиза през 1973 г. като книга и оттогава е преведена на повече от 30 езика. Поставената през 1072 г. в Хале сценична версия става през театралния сезон 1974/1975 най-много играната по сцените на ФРГ съвременна пиеса. През 1976 г. е екранизирана от западногермански екип.
С младежкия жаргон в ГДР от 70-те години Пленцдорф разказва трагичната история на младеж, който се опитва да избяга от дребнобуржоазния окръжаващ го свят и докато чете романа на Гьоте „Страданията на младия Вертер“ (1774) постоянно намира паралели към собствения си живот.
От 1992 г. Улрих Пленцдорф е член на Академията на изкуствата в Берлин. През 2004 г. е гост-доцент в Немския литературен институт към Лайпцигския университет
Писателят е женен от 1955 г. и има три деца. Умира на 9 август 2007 г. след продължително боледуване.